# Triumph (Nürnberg)

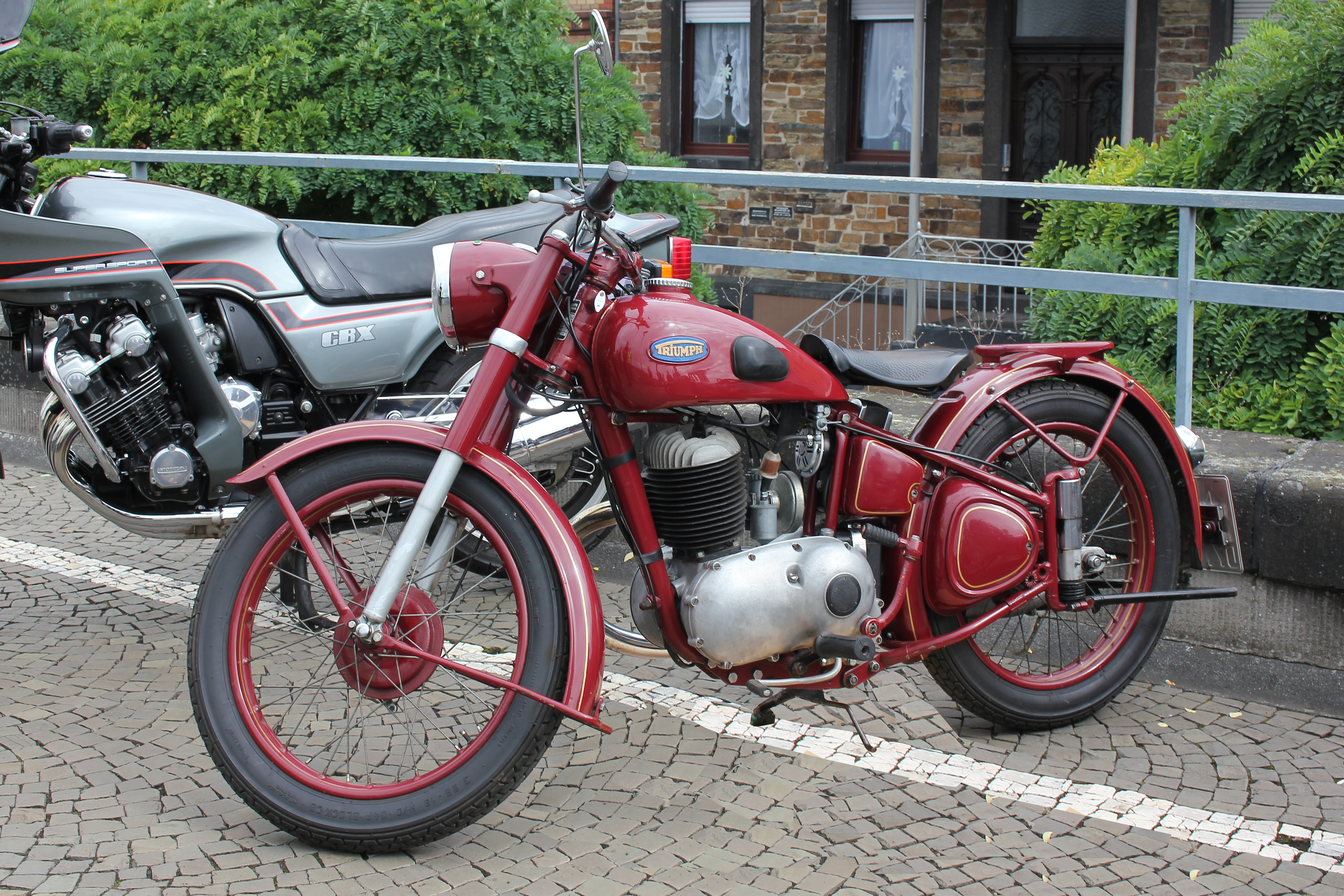
Triumph BDG 250 H, Bauzeit 1952 bis 1957

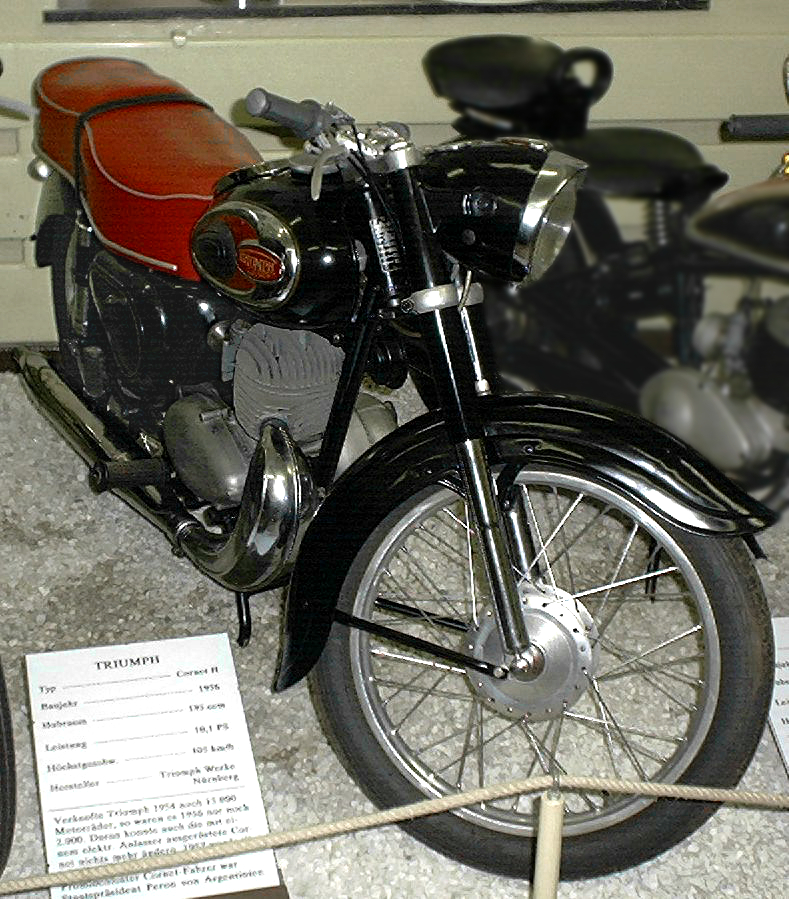
Triumph Cornet II im Motorradmuseum Ibbenbüren

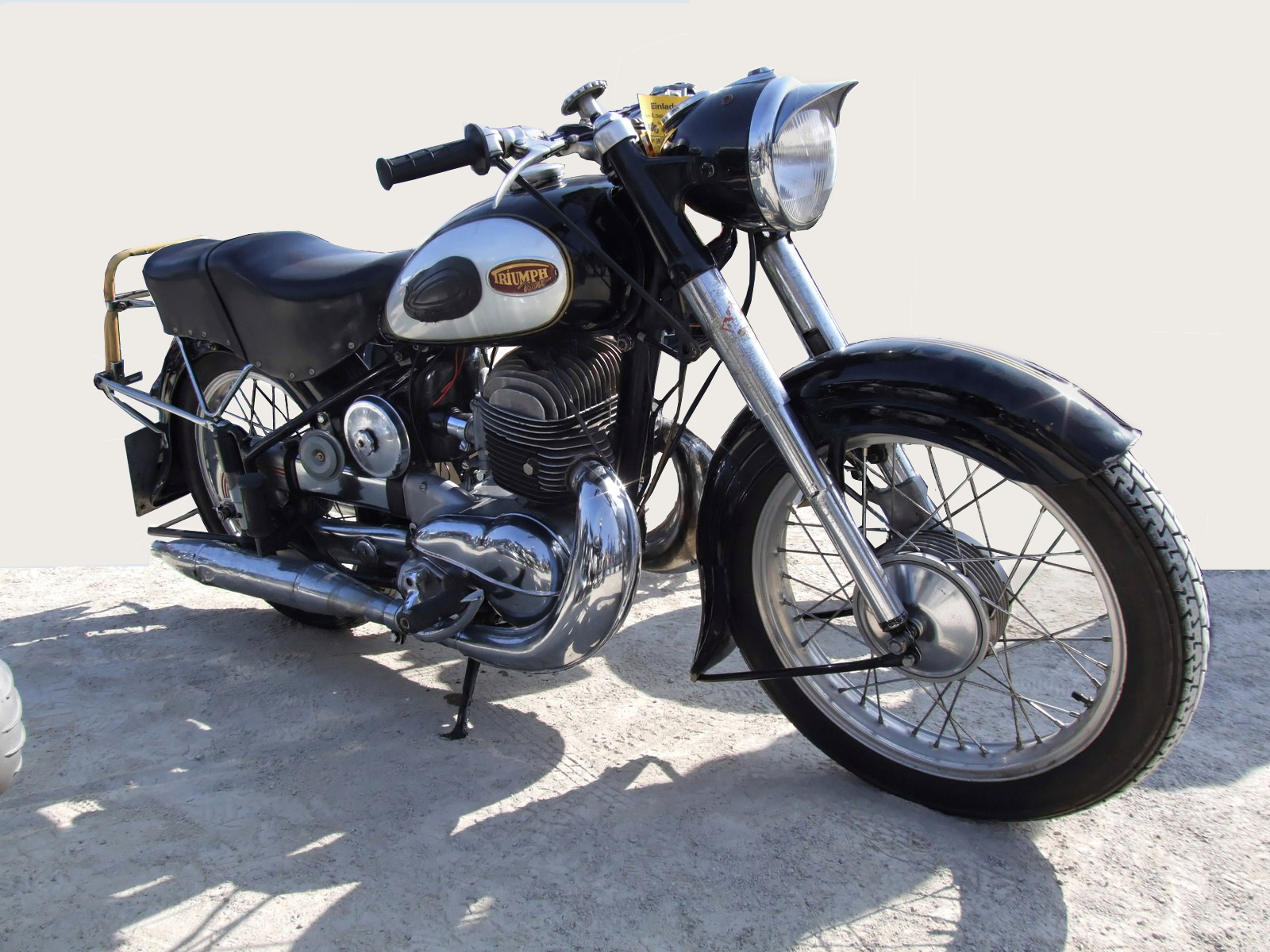
Triumph Boss

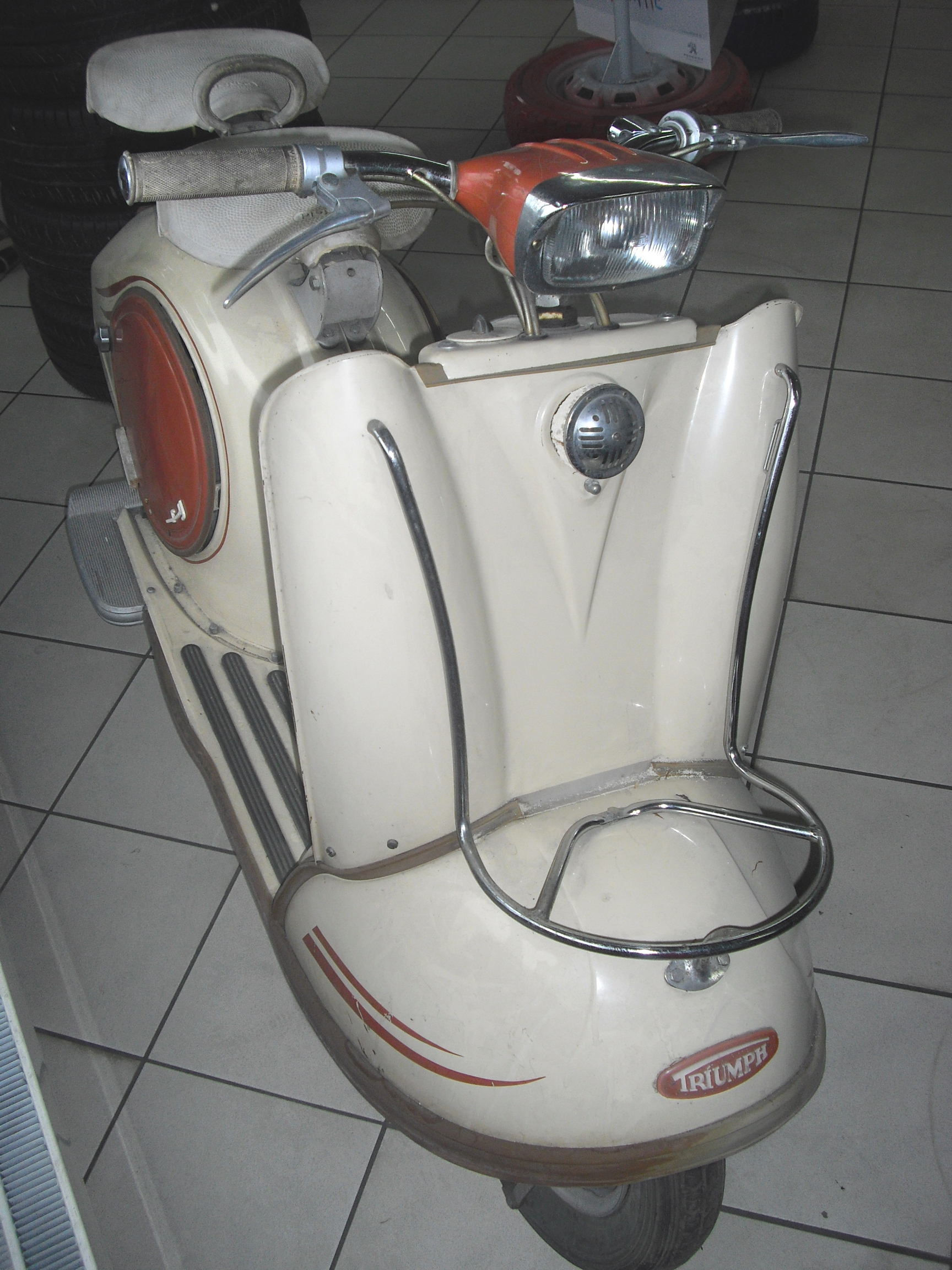
Triumph Tessy

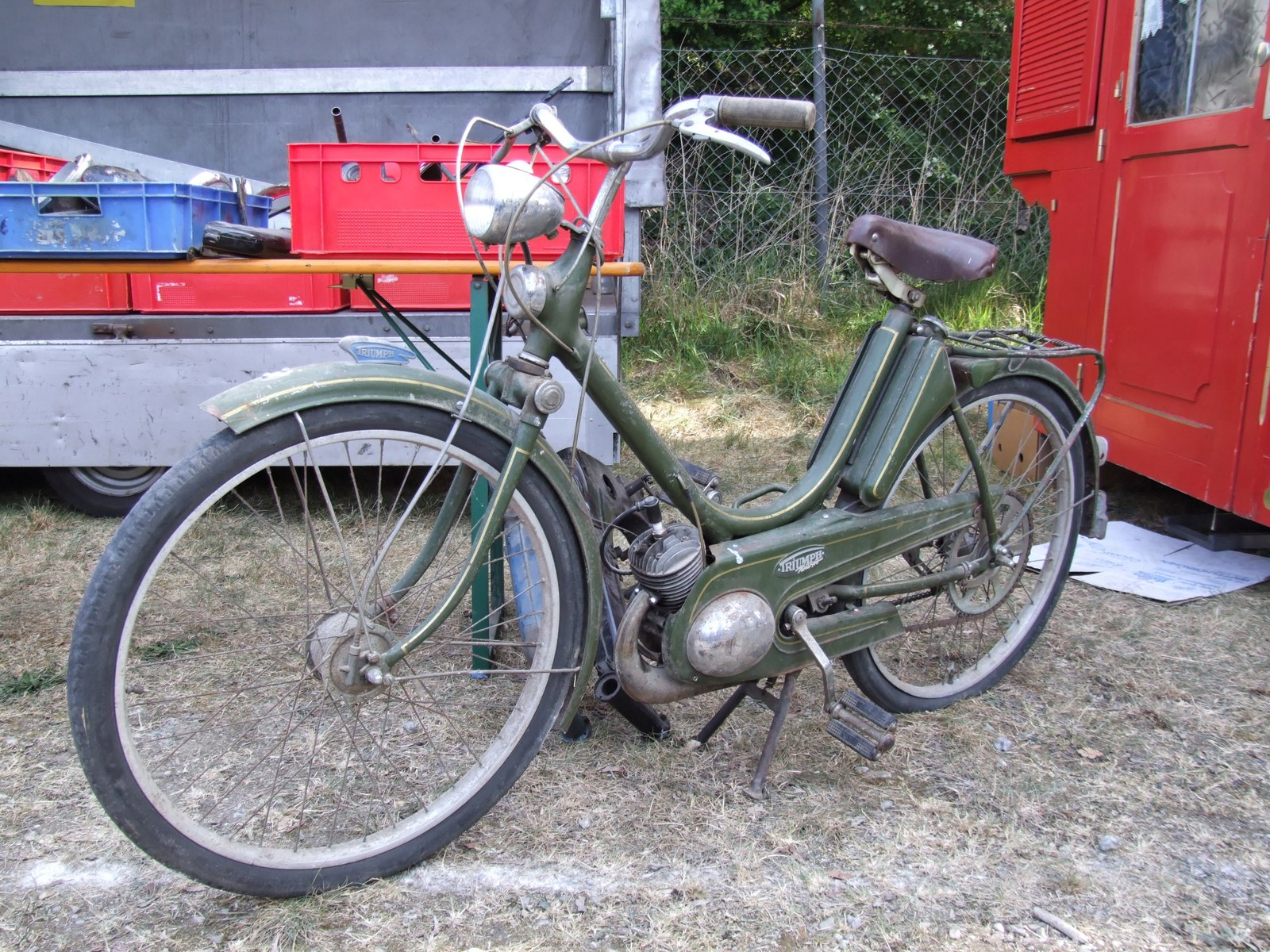
Triumph Knirps

Die Triumph Werke Nürnberg AG war ein deutscher Motorrad- und Büromaschinenhersteller, der unter dem Namen New Triumph Co. Ltd, 1896 in Nürnberg, als Tochterunternehmen des Motorradherstellers Triumph Motorcycles Ltd aus Hinckley, Großbritannien gegründet wurde. Das Unternehmen war Teil der Nürnberger Motorradindustrie und stellte 1956 die Zweiradherstellung ein.
1956 wurde die Firma von Max Grundig übernommen und in die Triumph-Adler AG umgewandelt, die nur noch Büromaschinen herstellte.
Zum 1. Januar 2025 waren in Deutschland noch 2398 Triumph-Krafträder zum Straßenverkehr zugelassen.

## Geschichte
Der Kaufmann Siegfried Bettmann, geboren 1863, wanderte 1884 nach England aus, wo er eine Fabrik für Fahrräder gründete, aus der später das Unternehmen Triumph Motorcycles wurde. In seiner Heimatstadt Nürnberg gründete Bettmann 1896 zusammen mit Investoren aus dem örtlichen Handel und der Industrie eine Tochtergesellschaft, die 1897 die Produktion von Fahrrädern aufnahm.
1903 begann die Herstellung von Motorrädern mit Einbaumotoren von Minerva, Fafnir und Peugeot, die 1907 wegen mangelnder Nachfrage im Deutschen Reich wieder eingestellt wurde.
Um die saisonalen Schwankungen der Verkaufszahlen bei den Fahrrädern nicht weiterhin durch Einstellen und Entlassen von Arbeitern ausgleichen zu müssen, übernahm Bettmann 1909 die Herstellungsrechte der Schreibmaschine „Norica“ der Schreibmaschinenwerke Kührt & Riegelmann GmbH. Dieser Geschäftszweig wurde schnell zu einem wichtigen Standbein für des Unternehmens. Die Norica-Schreibmaschine wurde von dem Konstrukteur Paul Grützmann verbessert und als Triumph auf den Markt gebracht. Es war eine Typenhebelschreibmaschine mit vier Tastenreihen.
Des Weiteren wurden unter anderem Bettgestelle und Matratzen hergestellt. 1911 erfolgte die Umfirmierung in Triumph Werke Nürnberg AG (T. W. N.), 1913 trennten sich die Nürnberger Triumphwerke von dem Mutterunternehmen in England.
1919 wurde die Motorradproduktion mit dem Modell Knirps wieder aufgenommen, dessen Zweitaktmotor von dem der englischen Triumph Junior abgeleitet war. Um die Modellreihe mit hubraumstärkeren Modellen zu erweitern, wurden von 1924 bis 1929 Viertaktmotoren von Triumph England zugeliefert. Ab dem Modelljahr 1930 wechselte die Herstellung zu Viertaktmotoren von Motosacoche (M.A.G.), erst als Zukauf und später in Lizenzfertigung. Der Bau von Motorrädern mit Viertaktmotoren endete 1938. Wie viele andere Hersteller hatte Triumph als Einstiegsmodell ab 1931 Motorfahrräder mit Einbaumotoren von Fichtel & Sachs im Angebot. Die Weiterentwicklung der kostengünstigen Zweitaktmotoren Mitte der 1930er Jahre zielte vor allem auf geringeren Verbrauch und mehr Leistung.
Maßgeblich für diese Entwicklung war Otto Reitz, der 1931 von NSU gekommen war. Er führte zuerst ab 1936 die Blockmotormodelle (B 200 und dann B 204, B254 und B 350) ein. Um die Patentgebühren für die Umkehrspülung von Adolf Schnürle zu umgehen, entwickelte Reitz andere Spülverfahren und 1939 das 250-cm³-Modell BD 250 mit 12 PS, Drehschieber-Einlasssteuerung, Getrenntschmierung und Doppelkolbenmotor; jeder Kolben hatte ein eigenes Pleuel, die Hubzapfen war etwas versetzt.

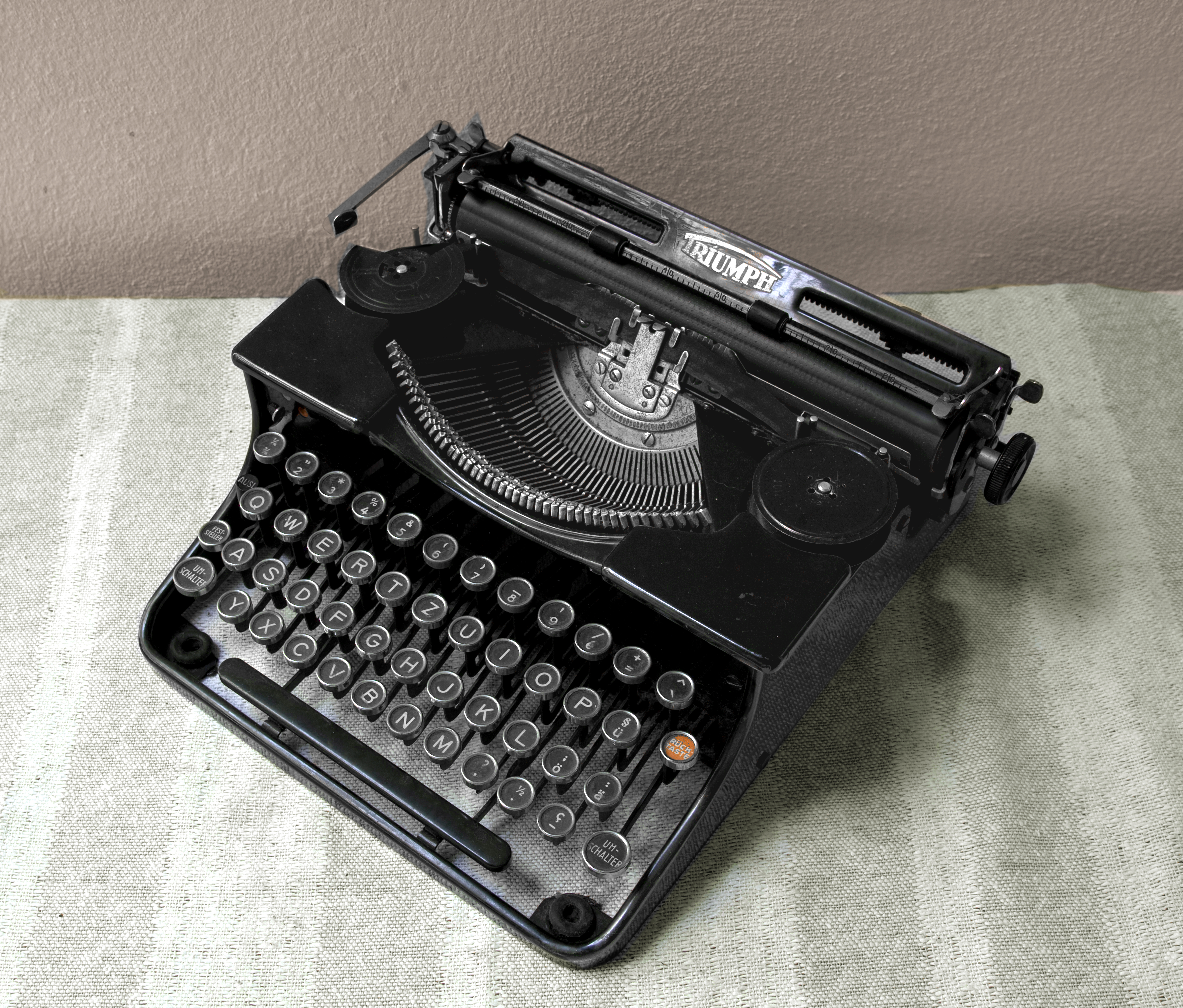
„Klein-Triumph“-Schreibmaschine (1928–1934)

Von 1929 bis 1931 wurde für Exportmodelle die Marke Orial verwendet.
Während des Zweiten Weltkrieges beschränkte der Schell-Plan die Produktion auf das Doppelkolbenmodell BD 250.
Nach dem Zweiten Weltkrieg wurde 1948 mit dem Vorkriegsmodell B 125 die Produktion von motorisierten Zweirädern wieder aufgenommen. Eine neue Generation von einfacheren Doppelkolbenmotoren mit Schlitzsteuerung und gemeinsamem U-Pleuel (die Vorkriegsmodelle hatten Drehschiebersteuerung und getrennte Pleuel) begründete den Erfolg der Nachkriegsmodelle BDG 125, BDG 250, der 200er „Cornet“ mit Hinterradschwinge und der 350er „Boss“. Auch Motorroller („Contessa“ mit 197-cm³-Doppelkolbenmotor, „Tessy“ mit 124- bzw. 150-cm³-Einkolbenmotor) und zwei Moped-Modelle  („Fips“ bzw. „Knirps“ mit Zündapp- bzw. überwiegend F&S-Motoren) gehörten zum Programm. Für gewerbliche Zwecke bot Triumph mit den GEMO-Motoren Standmotoren mit 170, 200, 250 bzw. 450 cm³ an. Die GEMO-Typen 170, 200 und 250 leisten mit Dreikanal-Querstromspülung und Nasenkolben 3, 4 bzw. 5 PS bei 3000 min−1. Diese wurden in Rasenmähern u. ä. verbaut, unter anderem von Agria, Bungartz, Irus und Fahr. Anfang der 1950er Jahre wurde der GEMO-446-cm³-Doppelkolbenmotor mit 12 PS für den Geräteträger Alldog von Lanz geliefert, war dort jedoch thermisch überfordert, und es kam zu vielen Reklamationen.
Die Doppelkolbenmotoren zeichneten sich durch einen für Zweitakter außergewöhnlich kultivierten Lauf, einen besonders fülligen Drehmomentverlauf bei niedrigen Drehzahlen (Höchstdrehzahl teilweise unter 4000 min−1) und durch geringen Benzinverbrauch aus. Im Leerlauf klangen sie fast wie Viertakter. Die Hinterradkette lief gekapselt im Ölbad und war dadurch fast wartungsfrei. Schon bald nach Wiederaufnahme der Produktion wurde das Hinterrad mit einer Geradwegfederung versehen. Die Motorräder von Triumph Nürnberg galten deshalb als besonders komfortabel, robust und alltagstauglich. Als einer der Ersten führte Triumph (neben Kreidler) Leichtmetallzylinder mit hartverchromter Lauffläche ein. Die größeren Modelle (BDG 250 und Boss) waren serienmäßig mit hydraulischer Hinterradbremse ausgestattet, was den einfachen Anbau eines gebremsten Seitenwagens ermöglichte. Die Modelle Cornet und Boss hatten eine besonders aufwendige Ansaug- und Auspuff-Geräuschdämpfung; die voluminösen Vorschalldämpfer in den Auspuffkrümmern (zeitgenössisch „Birne“ oder „Blase“ genannt) bestimmten das Bild dieser Maschinen und machten sie – zusammen mit den auch mechanisch leisen Zweitaktmotoren – zu den mit Abstand leisesten Motorrädern ihrer Zeit. Ab Juli 1955 gab es die Cornet als erstes deutsches Nachkriegsmotorrad auch mit elektrischem Anlasser (Startergenerator).
Max Grundig übernahm 1956 das Unternehmen wegen seiner Büromaschinenfertigung, schloss es mit den noch im selben Jahr zugekauften Adlerwerken zur Triumph-Adler AG zusammen und produzierte seitdem unter der neuen Marke nur noch Büromaschinen. Die Produktion von Motorrädern in Nürnberg wurde noch im selben Jahr eingestellt.

## Motorräder
| Typ            | Baujahr   | Hubraum | Motorart                   | Leistung        | Höchstgeschwindigkeit |
| -------------- | --------- | ------- | -------------------------- | --------------- | --------------------- |
| Knirps         | 1919–1923 | 276 cm³ | Zweitakt                   | 2,2 kW/ 3 PS    | 65 km/h               |
| KK             | 1923–1926 | 298 cm³ | Zweitakt                   | 2,9 kW/ 4 PS    | 75 km/h               |
| T              | 1924–1927 | 550 cm³ | Viertakt (Coventry)        | 2,9 kW/ 4 PS    | 90 km/h               |
| T II           | 1924–1927 | 499 cm³ | Viertakt (Coventry)        | 11,8 kW/ 16 PS  | 90 km/h               |
| S              | 1924–1926 | 499 cm³ | Viertakt (Coventry)        | 2,5 kW/ 3,5 PS  | 130 km/h              |
| K III (Knirps) | 1926–1928 | 250 cm³ | Zweitakt                   | 4,4 kW/6 PS     | 80 km/h               |
| K IV           | 1926–1928 | 250 cm³ | Zweitakt                   | 4,4 kW/ 6 PS    | 80 km/h               |
| K V            | 1926–1928 | 250 cm³ | Zweitakt                   | 4,4 kW/ 6 PS    | 80 km/h               |
| K 6            | 1928–1933 | 197 cm³ | Zweitakt                   | 4,4 kW/ 6 PS    | 70 km/h               |
| K 7            | 1928–1933 | 197 cm³ | Zweitakt                   | 4,4 kW/ 6 PS    | 70 km/h               |
| K 8            | 1928–1933 | 200 cm³ | Zweitakt                   | 4,0 kW/ 5,5 PS  | 70 km/h               |
| K 9            | 1928–1933 | 200 cm³ | Zweitakt                   | 4,0 kW/ 5,5 PS  | 70 km/h               |
| K 10           | 1928–1931 | 300 cm³ | Zweitakt                   | 5,9 kW/ 8 PS    | 90 km/h               |
| K 11           | 1928–1931 | 300 cm³ | Zweitakt                   | 5,9 kW/ 8 PS    | 90 km/h               |
| T III          | 1928–1930 | 493 cm³ | Viertakt (Coventry)        | 11,8 kW/ 16 PS  | 90 km/h               |
| T 4            | 1928–1930 | 493 cm³ | Viertakt (Coventry)        | 11,8 kW/ 16 PS  | 90 km/h               |
| SSK            | 1930–1933 | 346 cm³ | Viertakt (M.A.G.)          | 11,1 kW, 15 PS  | 115 km/h              |
| T 350          | 1930–1931 | 350 cm³ | Viertakt (M.A.G.- Lizenz)  | 7,4 kW/ 10 PS   | 80 km/h               |
| T 500          | 1930–1931 | 496 cm³ | Viertakt (M.A.G.)          | 9,6 kW/ 13 PS   | 90 km/h               |
| BL 170         | 1930–1931 | 170 cm³ | Zweitakt                   | 3,7 kW/ 5 PS    | 70 km/h               |
| RR 750         | 1930–1933 | 741 cm³ | Viertakt (M.A.G.)          | 11,8 kW/ 16 PS  | 105 km/h              |
| KV 200         | 1930–1934 | 200 cm³ | Zweitakt                   | 4,4 kW/ 6 PS    | 70 km/h               |
| KV 250         | 1930–1934 | 250 cm³ | Zweitakt                   | 5,9 kW/ 8 PS    | 80 km/h               |
| SK 250         | 1930–1934 | 250 cm³ | Zweitakt                   | 5,9 kW/ 8 PS    | 80 km/h               |
| RL 30          | 1932–1935 | 198 cm³ | Zweitakt                   | 4,4 kW/ 6 PS    | 70 km/h               |
| Noris 200      | 1932–1935 | 198 cm³ | Zweitakt                   | 4,4 kW/ 6 PS    | 70 km/h               |
| TM 500         | 1932–1937 | 500 cm³ | Viertakt (M.A.G.- Lizenz)  | 9,6 kW/ 13 PS   | 95 km/h               |
| SST 500        | 1932–1933 | 500 cm³ | Viertakt (M.A.G.)          | 14,8 kW/ 20 PS  | 120 km/h              |
| STM 500        | 1932–1937 | 500 cm³ | Viertakt (M.A.G.- Lizenz)  | 14,8 kW/ 20 PS  | 120 km/h              |
| Kongress       | 1932–1937 | 346 cm³ | Viertakt (M.A.G.- Lizenz)  | 6,6 kW/ 9 PS    | 90 km/h               |
| SKL 200        | 1933–1934 | 197 cm³ | Zweitakt                   | 4,4 kW/ 6 PS    | 75 km/h               |
| 200 K          | 1934–1937 | 197 cm³ | Zweitakt                   | 4,4 kW/ 6 PS    | 70 km/h               |
| TS 100         | 1934–1936 | 98 cm³  | Zweitakt                   | 2,2 kW, 3 PS    | 55 km/h               |
| B 200          | 1936–1937 | 197 cm³ | Zweitakt                   | 5,1 kW, 7 PS    | 80 km/h               |
| B 204          | 1936–1939 | 197 cm³ | Zweitakt                   | 5,1 kW, 7 PS    | 80 km/h               |
| B 254          | 1936–1939 | 247 cm³ | Zweitakt                   | 6,3 kW, 8,5 PS  | 92 km/h               |
| B 350          | 1936–1939 | 346 cm³ | Zweitakt                   | 8,9 kW, 12 PS   | 110 km/h              |
| S 350          | 1937–1938 | 346 cm³ | Zweitakt                   | 8,9 kW, 12 PS   | 110 km/h              |
| S 500          | 1937–1938 | 496 cm³ | Viertakt (M.A.G.- Lizenz)  | 14,8 kW/ 20 PS  | 125 km/h              |
| B 125          | 1939–1949 | 122 cm³ | Zweitakt, Drehschieber     | 3,1 kW/ 4,2 PS  | 75 km/h               |
| BD 250         | 1939–1943 | 248 cm³ | Zweitakt-Doppelkolbenmotor | 8,9 kW/ 12 PS   | 110 km/h              |
| BDG 250        | 1949–1957 | 248 cm³ | Zweitakt-Doppelkolbenmotor | 8,9 kW/ 12 PS   | 110 km/h              |
| BDG 125        | 1950–1957 | 123 cm³ | Zweitakt-Doppelkolbenmotor | 4,6 kW/ 6,25 PS | 90 km/h               |
| Cornet         | 1953–1957 | 197 cm³ | Zweitakt-Doppelkolbenmotor | 7,4 kW/ 10 PS   | 102 km/h              |
| Boss           | 1953–1957 | 344 cm³ | Zweitakt-Doppelkolbenmotor | 11,8 kW/ 16 PS  | 120 km/h              |
| Knirps Moped   | 1953–1957 | 47 cm³  | Zweitakt                   | 1,0 kW/ 1,3 PS  | 45 km/h               |
| Contessa       | 1955–1957 | 197 cm³ | Zweitakt-Doppelkolbenmotor | 7,4 kW/ 10 PS   | 95 km/h               |
| Tessy          | 1956–1957 | 125 cm³ | Zweitakt, Umkehrspülung    | 5,5 kW/ 7,5 PS  | 80 km/h               |
| Tessy Super    | 1956–1957 | 150 cm³ | Zweitakt, Umkehrspülung    | 6,2 kW/ 8,5 PS  | 80 km/h               |
| Fips Standard  | 1955–1957 | 47 cm³  | Zweitakt (Sachs-50 Motor)  | 0,7 kW/ 1 PS    | 45 km/h               |
| Fips Export    | 1956–1957 | 47 cm³  | Zweitakt (Sachs-50 Motor)  | 0,7 kW/ 1 PS    | 45 km/h               |
| Sportfips      | 1956–1957 | 47 cm³  | Zweitakt (Sachs-50 Motor)  | 0,7 kW/ 1 PS    | 45 km/h               |

## Automobilproduktion
1933 stellte das Unternehmen auch Automobile her. Das einzige Modell war ein Dreirad. Damals waren solche Fahrzeuge steuerfrei. Ein Motor mit 350 cm³ Hubraum trieb das einzelne Hinterrad an. Die Coupé-Karosserie bot Platz für zwei Personen. Die Anzahl der produzierten Exemplare blieb gering.